# Chartreuse de Bologne
La chartreuse Saint-Jérôme de Casara est un ancien monastère chartreux, situé juste à l'extérieur des murs de la ville, près du Stadio Renato Dall'Ara, au pied du Monte della Guardia et du sanctuaire de la Madonna di San Luca, à Bologne, aujourd'hui en Émilie-Romagne, dans les États pontificaux de sa fondation à sa fermeture.
Jusqu’à la fin du XVIIe siècle, elle connait une très grande prospérité et s’enrichit de nombreuses œuvres d’art. L'église a conservé de belles peintures d'Elisabetta Sirani, de Canuti, de Bibbiena, et de Bartolomeo Cesi.
D'autres œuvres d'Antonio et Bartolomeo Vivarini, Ludovico et Agostino Carracci, en plus du Guercin, ont été emmenées à Paris, par Bonaparte, le 2 juillet 1796, et à leur retour en 1815, ont été déposées à la pinacothèque nationale de Bologne.

## Histoire

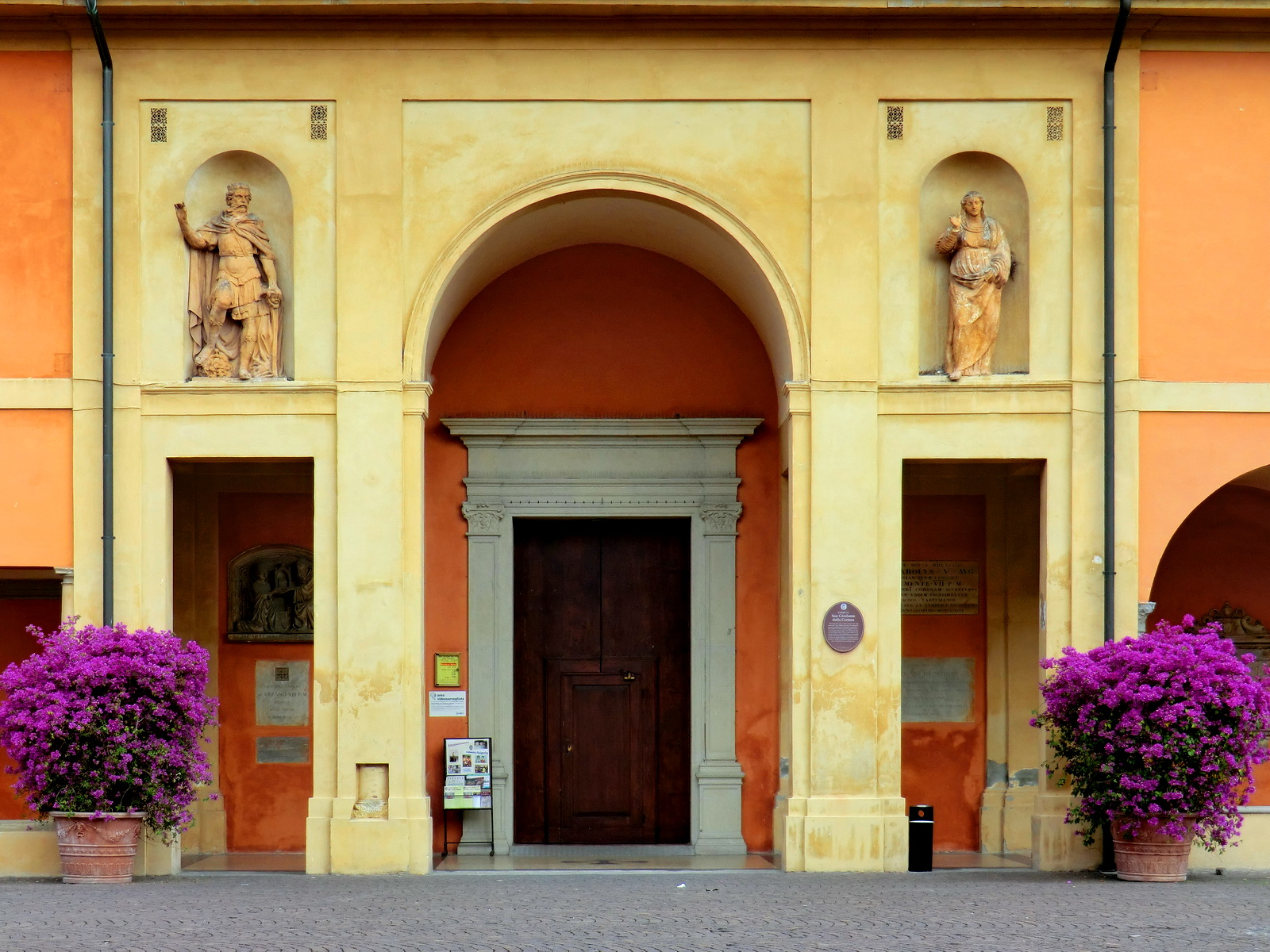
Entrée de l'église depuis la cour. Les statues en terre cuite du roi David et de la reine Esther sont de Gabriello Brunelli.

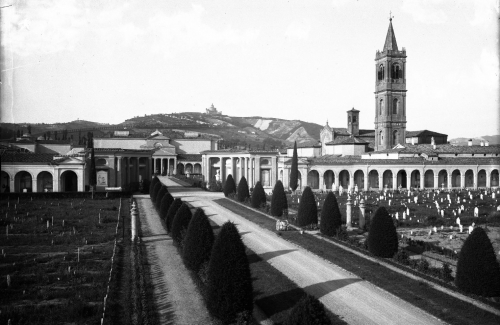
Cimetière monumental de la chartreuse de Bologne, gélatine au bromure d'argent (fin du XIXe siècle), Pietro Poppi, fondation Carisbo.

En 1332, le canoniste Johannes Andreæ ou Jean d’André (en), professeur à l’université de Bologne revenant d'un voyage en France, séjourne dans la grange monastique de Tetti Pesio, appartenant à la chartreuse de Val-di-Pesio, impressionné par les habitudes de vie sévères des Chartreux, il retourne à Bologne et travaille à la fondation d'une chartreuse dans cette ville. Jean d’André fait don des terres pour construire le monastère au lieu-dit Casara. La première pierre est bénie le 17 avril 1334 et la construction commence grâce à de nombreux bienfaiteurs dont Francesco de Sero di Gainago, de Parme, chanoine de Bologne, qui fait don de quelques fermes. Les travaux sont interrompus en raison des événements de Bologne, ils sont repris en 1336.
Le 21 octobre 1334, Clair de Fontenay, prieur de la Grande Chartreuse, charge les prieurs de Casotto et de Pesio de donner pour prieur à la chartreuse de Bologne, le « prieur » de Mombracco.
En 1350, le monastère est presque terminé et la consécration de l'église a eu lieu le 2 juin 1359, célébrée par Mgr Giovanni Nasio, évêque de Bologne ; en 1367, les murs d'enceinte entourant la chartreuse sont également terminés.
Au XVe siècle, le priorat du bienheureux Nicolas Albergati donne du lustre à sa maison, qu’enrichissent les dons de son secrétaire, devenu le pape Nicolas V qui accorde des privilèges très étendus à la chartreuse et agrandit le cloître et le réfectoire à ses frais. Une nouvelle impulsion conduit à préparer un plan plus large pour l'expansion du monastère.
Les stalles du chœur en bois incrusté sont restaurées par Biagio De 'Marchi en 1538 après un incendie déclenché par les Lansquenets de Charles Quint.
Une autre phase de construction intense et continue a lieu vers la fin du XVIe siècle: elle dure une trentaine d'années et  fait de la chartreuse l'un des monastères les plus grands et les plus raffinés de l'ordre des Chartreux.
Jusqu’à la fin du XVIIe siècle, elle connait une très grande prospérité et s’enrichit de nombreuses œuvres d’art. Le grand clocher est élevé en 1608, l'abside de l'église Saint-Jérôme est décorée de peintures de Bartolomeo Cesi en 1616 et les chapelles sont créées dans les transepts. La peinture figurant sur le maître-autel est La Crucifixion, de Bartolomeo Cesi ; à gauche La Prière dans le jardin de Gethsémani et à droite une Déposition, également par Cesi.
De 1792 à 1797, elle sert de maison généralice à la place de la Grande Chartreuse.
En 1797, après le Traité de Tolentino, Bologne est réunie à la République cispadane ; les sécularisations commencent, la plupart des églises et les couvents sont fermés. Le corps d'Alexandre V, arraché de sa tombe, à Saint-François del Borghetto, est enterré provisoirement sous un portique de la chartreuse de Bologne.
Le domaine est converti en « camposanto », le Cimetière monumental de la Chartreuse de Bologne, en 1801.
En 1869, lors de la construction de la Galleria degli Angeli, une nécropole étrusque, qui a été utilisée du VIe au IIIe siècle av. J.-C., y est découverte par Antonio Zannoni (it).

## Personnalités liées à la chartreuse

### Prieurs
- 1334 : Pietro da Gezzano ou Pierre de Garzano, profès de Casotto, prieur de la chartreuse d'Albenga (1315-1332)[5], venant de la chartreuse de Mombracco, premier prieur.

- ~1349-1351 : Bonifazio Mercerio, de Mondovi en Piémont, prieur de Bologne, prieur de la chartreuse de Casotto en 1351[6].

- 1407-1417 :  Niccolò Albergati (1375-1443), né à Bologne en 1375 de famille noble, il entre à la chartreuse vers 1395, prieur en 1407. En 1417, il est nommé évêque de Bologne et cardinal en 1426. Surnommé « l’Ange de la paix » pour son action conciliatrice, il est béatifié en 1744.

- 1466- 1467 : Simon Zanacchi († 1497), profès de la chartreuse de Parme, prieur en 1458, de Pise en 1459, de Bologne en 1466, de Montello en 1467, prieur de Parme en 1472, à nouveau de Pise en 1489, convisiteur de la province de Toscane de 1486 à 1488.

- Bernard Pellicioni († 1646), né à Sassuolo, il est d’abord capucin. Il fait profession à la chartreuse de Bologne et devient successivement prieur des maisons de Bologne, Vedana, Padoue, Maggiano et Farneta[7]

- 1728 : Théodore Borzani (1747), Profès de la chartreuse de Bologne, prieur en 1728 ; convisiteur de la province de Toscane en 1741, visiteur en 1743.

- 1751-1767 : Sigismond Guastuzzu († 1773), né à Bologne, il fait profession à la chartreuse de cette ville, nommé prieur en 1751, convisiteur de la province de Toscane, absous en 1767.

### Autres moines
- Bonaventure Presti († 1685), Convers profès de Naples, il est sculpteur sur bois et architecte de Bologne.

## Patrimoine culturel
L'église possédait des ouvrages remarquables : 
- Vierge avec plusieurs saints (1450), polyptyque d'Antonio et Bartolomeo Vivarini[8],[9], aujourd'hui à la Pinacothèque nationale de Bologne;
- La Dernière communion de saint Jérome (1592), d'Agostino Carracci , aujourd'hui à la  Pinacothèque nationale de Bologne ;
- Le Christ portant sa croix, fresque demi-figure de Louis Carrache[10] ;
- Tentation de saint Bruno, de Guido Reni[note 3],[11] ;
- La Prière au Jardin des oliviers, 'La Crucifixion, La Déposition de Croix, de Bartolomeo Cesi (1616)[12] ;
- La Pêche miraculeuse et L'Expulsion du temple (1645), Francesco Gessi ;
- La Vierge à l’enfant avec saint Bruno (1647) de le Guerchin, aujourd'hui à la  Pinacothèque nationale de Bologne[13] ;
- L'Ascension du Christ (1651) et les toiles latérales de Giovanni Maria Galli da Bibbiena[14] ;
- Le Repas chez Simon le pharisien (1652), de Giovanni Andrea Sirani[11],[15] ;
- Le Baptême du Christ (1658), d'Elisabetta Sirani[note 4],[10],[16] ;
- L'Entrée de Jésus-Christ à Jérusalem (1657), Le Christ ressuscité apparaissant à sa Mère avec les saints prophètes et patriarches de Lorenzo Pasinelli[10];
- Le Jugement dernier et les deux saints qui l'accompagnent (1658), de Canuti[note 5],[10].

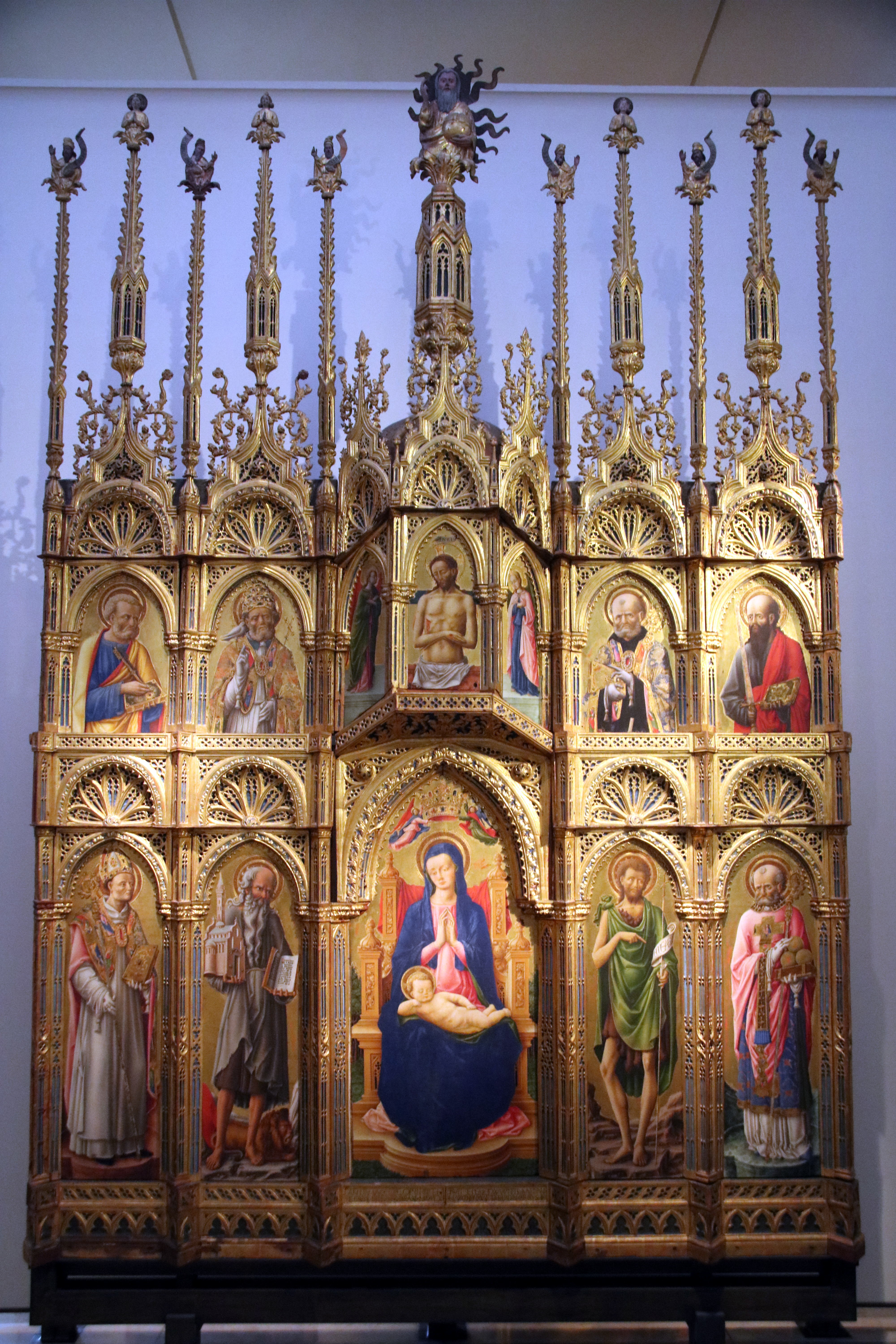
Polyptyque, Antonio et Bartolomeo Vivarini
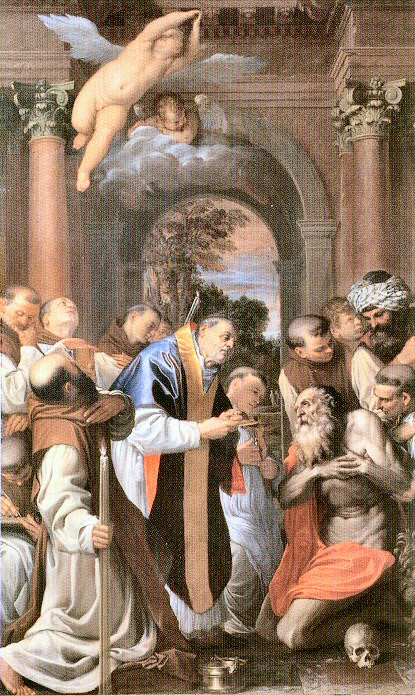
La Dernière Communion de saint Jérôme, Agostino Carracci.
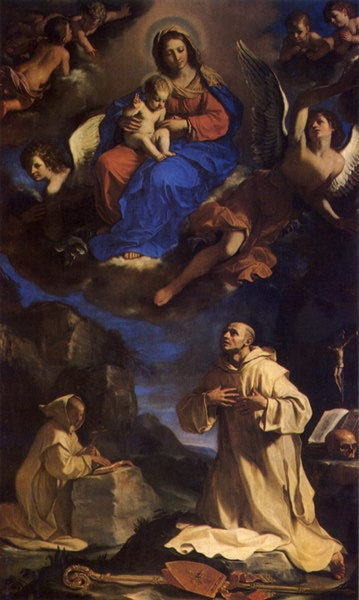
Saint Bruno en adoration de la Vierge à l'Enfant, le Guerchin.
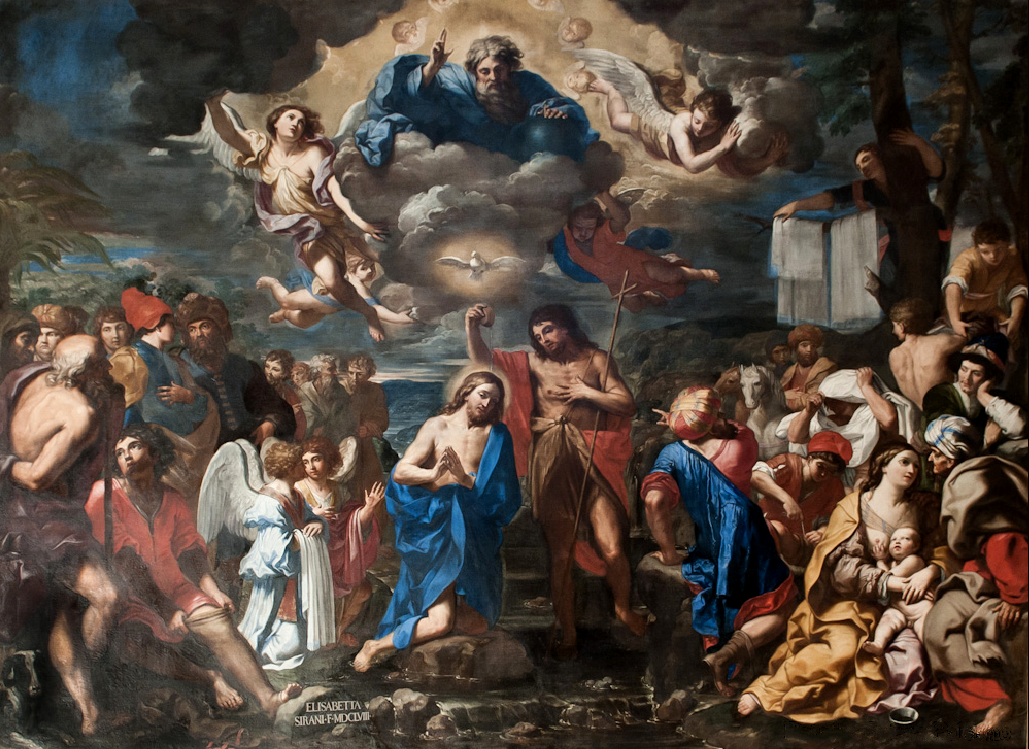
Le Baptême de Jésus-Christ, Elisabetta Sirani.
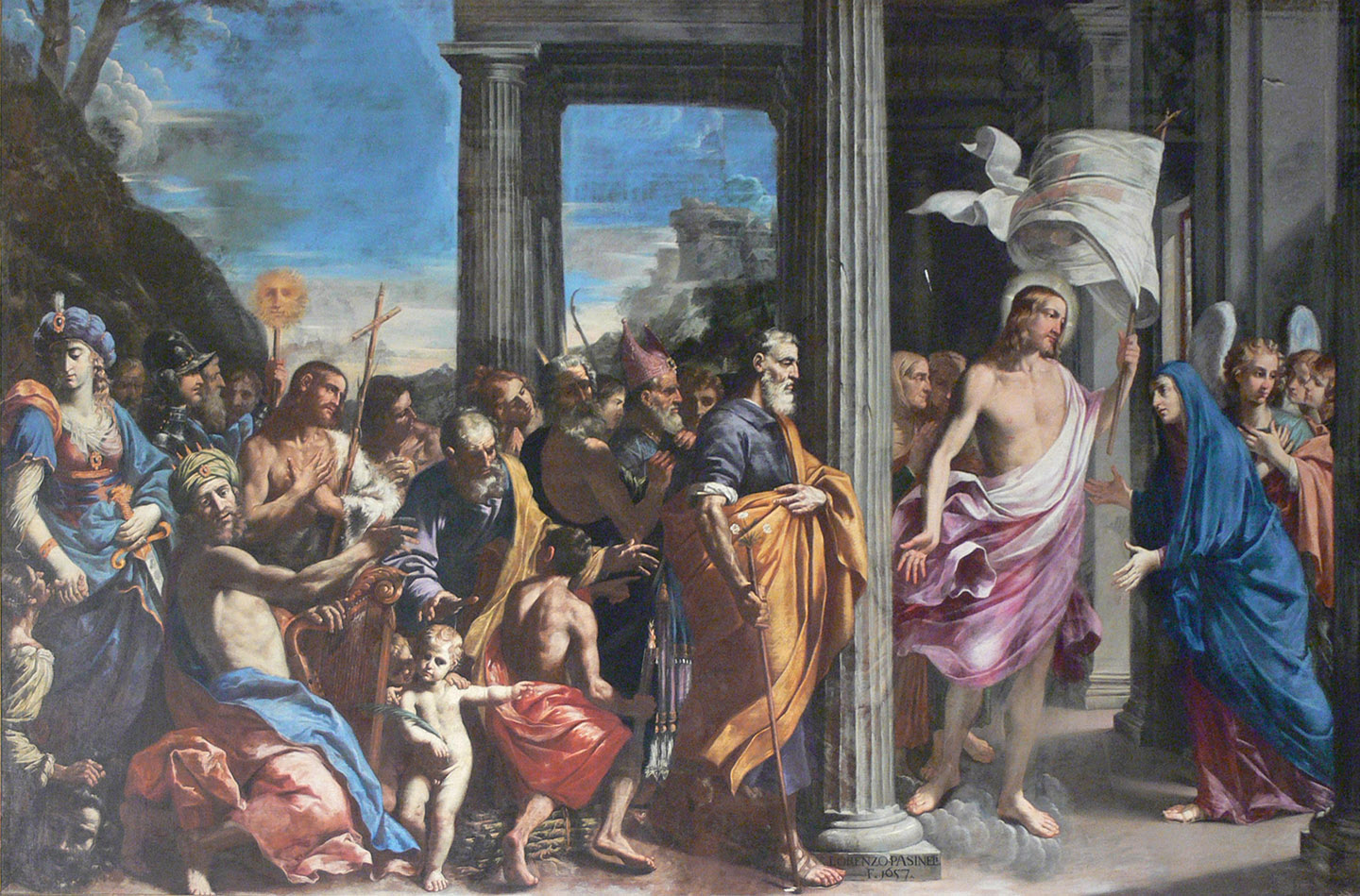
Le Christ ressuscité apparaissant à sa Mère avec les saints prophètes et patriarches, Lorenzo Pasinelli.
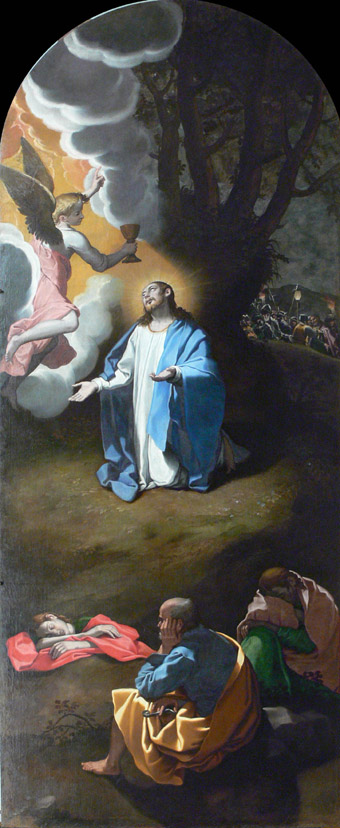
Oraison.
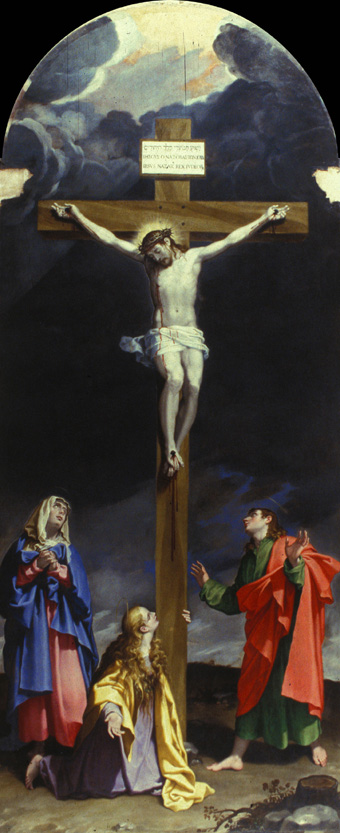
Crucifixion.
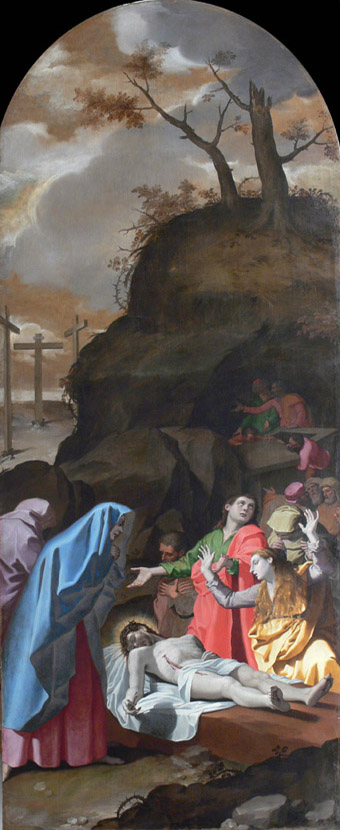
Déposition.